# يوم الأبطح
عندما حارب قصي بن كلاب ومن معه من كنانة وقضاعة وخزاعة قبيلة صوفة وأخرجها من الحرم وانتصر عليهم علمت وانحازت علمت عند ذلك خزاعة وبنو بكر بن عبد مناة أن قصي بن كلاب سيمنعهم كما منع صوفة ، وأنه سيحول بينهم وبين الكعبة وأمر مكة. فلما انحازوا عنه باداهم وأجمع لحربهم وثبت معه أخوه رزاح بن ربيعة بمن معه من قومه من قضاعة وكذلك من وقف معه من كنانة. وخرجت له خزاعة فالتقوا ، فاقتتلوا قتالا شديدا بالأبطح ، حتى كثرت القتلى في الفريقين جميعا ، ثم إنهم تداعوا إلى الصلح وإلى أن يحكموا بينهم رجلا من العرب ، فحكموا يعمر بن عوف بن كعب بن عامر بن ليث بن بكر بن عبد مناة بن كنانة ، فقضى بينهم بأن قصيا أولى بالكعبة وأمر مكة من خزاعة ، وأن كل دم أصابه قصي من خزاعة ، موضوع يشدخه تحت قدميه ، وأن ما أصابت خزاعة من قريش ، وكنانة وقضاعة ففيه الدية مؤداة ، وأن يخلى بين قصي وبين الكعبة ومكة. فسمي يعمر بن عوف يومئذ : الشداخ ، لما شدخ من الدماء ووضع منها.